# Norte Grande (entreprise)
Pour les articles homonymes, voir Norte Grande (homonymie).
Norte Grande est une entreprise chilienne fondée en 1988, et faisant partie de l'IPSA, le principal indice boursier de la bourse de Santiago du Chili. Il s'agit d'une compagnie d'investissement ayant notamment un investissement indirect dans la Sociedad Química y Minera, à travers sa filiale Oro Blanco.